# Wahlkreis Dresden II
Der Wahlkreis Dresden II war ein Landtagswahlkreis zur Landtagswahl in Sachsen 1990, der ersten Landtagswahl nach der Wiedergründung des Landes Sachsen. Er hatte die Wahlkreisnummer 40. Für die Landtagswahlen 1994 wurde auch infolge der Kreisreform die Wahlkreisstruktur verändert, zudem wurde die Zahl der Wahlkreise von 80 auf 60 verringert. Das Gebiet des Wahlkreises Dresden II wurde Teil einer der sechs Wahlkreise auf Dresdener Stadtgebiet.
Das Wahlkreisgebiet umfasste den Stadtbezirk Ost mit den Wohnbezirken 383 bis 397 sowie 513 bis 568.

## Ergebnisse
Die Landtagswahl 1990 fand am 14. Oktober 1990 statt und hatte folgendes Ergebnis für den Wahlkreis Dresden II:
| Direktkandidat   | Partei (Kürzel) | Erststimmen (%) | Zweitstimmen (%) |
| ---------------- | --------------- | --------------- | ---------------- |
|                  | DA              | -               | 00,9             |
| Dieter Reinfried | CDU             | 54,8            | 54,5             |
|                  | Chr. L          | -               | 00,3             |
|                  | DBU             | -               | 00,6             |
|                  | DSU             | 06,0            | 03,9             |
|                  | F.D.P.          | 07,6            | 04,0             |
|                  | LL-PDS          | 14,6            | 12,4             |
|                  | NPD             | -               | 00,8             |
|                  | FORUM           | -               | 08,5             |
|                  | RAP             | 00,7            | 00,2             |
|                  | SHB             | -               | 00,1             |
|                  | SPD             | 16,3            | 13,8             |

Es waren 41.504 Personen wahlberechtigt. Die Wahlbeteiligung lag bei 72,5 %. Von den abgegebenen Stimmen waren 1,9 % ungültig. Als Direktkandidat wurde Dieter Reinfried (CDU) mit 54,8 % aller gültigen Stimmen gewählt.